# Беле воде (крашки извор)
Беле воде је крашки извор на десној обали Дунава, на улазу у Казан, 5 km низводно од Голубиња. Потопљен је Ђердапском акумулацијом.
Дренира низ понор западног контакта краса Мироча, од Фаца Шоре на југу до Буроновог понора, на северу. Извориште је разбијеног типа, са више тачака истицања. Најнижи извор налази се 4,5 m изнад најнижег нивоа Дунава пре потапања. Најснажнији извор је 300 m узводно, испод моста. Минимална издашност је 10 l/s, максимална 2 m³/s. У време топљења снега манифестује се као вруља.
Истоимена изворска пећина, дужине 285 m, највиши је део изворског система Беле воде. Улаз у пећину Беле воде налази се у подзиду испод Ђердапске магистрале. Последњих 125 m стално је потопљено и може се истраживати једино коришћењем спелеоронилачких техника.